# Шавков Петро Іванович
Петро Іванович Шавков (21 вересня 1932, село Нижнє-Мар'їно Давидовського району, тепер Воронезької області, Російська Федерація — ?) — український радянський та партійний діяч, 2-й секретар Дрогобицького міськкому КПУ, 1-й заступник голови Львівського облвиконкому, виконувач обов'язків голови Львівського облвиконкому (у грудні 1979 — березні 1980).

## Біографія
Народився в родині колгоспника. У 1953 році закінчив Острогозький технікум залізничного транспорту Воронезької області.
У 1953—1954 роках — оглядач вагонів, бригадир Стрийського вагонного депо; майстер викладач Стрийського залізничного училища Дрогобицької області.
З листопада 1954 року — на комсомольській роботі: інструктор, 2-й секретар Дрогобицького міського комітету комсомолу (ЛКСМУ).
Член КПРС з 1957 року.
На 1958—1959 роки — 1-й секретар Дрогобицького міського комітету комсомолу (ЛКСМУ).
У 1963 році з відзнакою закінчив Вищу партійну школу при ЦК КПУ.
У 1963—1965 роках — інструктор промислово-транспортного відділу Дрогобицького міського комітету КПУ.
У 1965 році закінчив заочно Київський інститут народного господарства.
У 1965—1968 роках — звільнений секретар первинної партійної організації, секретар партійного комітету Стебницького калійного комбінату Львівської області.
10 липня 1968 — 9 грудня 1969 року — секретар Дрогобицького міського комітету КПУ Львівської області.
9 грудня 1969 — 28 січня 1976 року — 2-й секретар Дрогобицького міського комітету КПУ Львівської області.
15 січня 1976 — 28 листопада 1987 року — 1-й заступник голови виконавчого комітету Львівської обласної ради народних депутатів. 18 грудня 1979 — 6 березня 1980 року — виконувач обов'язків голови виконавчого комітету Львівської обласної ради народних депутатів.
З листопада 1987 року — директор Львівського технікуму харчової промисловості.
Потім — на пенсії в місті Львові.

## Нагороди
- орден Трудового Червоного Прапора
- медаль «За доблесну працю. В ознаменування 100-річчя з дня народження Володимира Ілліча Леніна» (1970)
- медалі